# Johann Aegidius Klöntrup
Johann Aegidius Klöntrup, Familienname Rosemann (* 30. März 1755 in Glane; † 25. April 1830 in der Nähe von Lechterke, heute Badbergen) war ein deutscher Jurist, Sprach- und Heimatforscher.

## Familie
Klöntrup war Sohn eines Iburger Notars und Prokurators am dortigen Gericht. Er heiratete im Mai 1797 Marie Adelheid Hakmann, Witwe seines Freundes E. F. Berghof. Das Paar bekam zwischen 1798 und 1807 einen Sohn und drei Töchter.

## Leben

### Lebenslauf
Er besuchte bis Ostern 1774 das Ratsgymnasium in Osnabrück, studierte anschließen von 1775 bis 1778 Rechtswissenschaften an der Universität Göttingen. Vermutlich wurde er 1800 in Duisburg promoviert. Er war zeitweilig als Sekretär des kaiserlichen Kammerherrn von Hammerstein in Gesmold angestellt, ehe er sich als Advokat in Osnabrück niederließ. Dort wurde er ab 1809 nicht mehr im Beamtenverzeichnis geführt. Mit Einführung der französischen Verwaltung 1808 wurde die Zahl der Rechtsanwälte in der Stadt Osnabrück auf ein Drittel reduziert. Offenbar ließ er sich kurz darauf in Quakenbrück nieder, wo er sich 1811 vergeblich um eine Stellung als Advokat bewarb. Mit dem Scheitern der staatlichen Beamtenlaufbahn arbeitete er als freier Schriftsteller, hatte aber ein nur unzureichendes Einkommen, weswegen er zunehmend dem Alkohol verfiel. Auf der Rückkehr von einem Umtrunk in der Apotheke von Badbergen, wo er sich bevorzugt aufhielt, ertrank Klöntrup 1830 in einem Wassertümpel.

### Publizistisches Werk
Klöntrup veröffentlichte unter dem Einfluss Mösers und Kindlingers zahlreiche rechtswissenschaftliche Abhandlungen. Sein bedeutendstes rechtswissenschaftliches Werk ist das dreibändige „Alphabetische Handbuch der besonderen Rechte und Gewohnheiten des Hochstifts Osnabrück“. Seinerzeit aufgrund politischer Unliebsamkeit mit amtlichem Zitierverbot belegt, ist es heute ein Standardwerk der Osnabrücker Rechtsgeschichte. Als Vorarbeit zu diesem Wörterbuch publizierte er gemeinsam mit J. F. A. Schledehaus 1782 „Das Osnabrücker gemeine Marken-Recht“, ein Glossar der bäuerlichen Rechtssprache. Unmittelbar nach seiner Studienzeit hatte Klöntrup bereits damit begonnen, Wörter der niederdeutschen Mundart zu sammeln. Das lange Jahre als verschollen geltende Manuskript des „Niederdeutsch-Westphälischen Wörterbuchs“ tauchte Ende der 1970er Jahre wieder auf und erschien 1982 und 1984 zweibändig im Druck. Es ist ein wichtiges Hilfsmittel der deutschen Dialektlexikographie.

## Werke
- Das Osnabrückische gemeine Marken-Recht. Hannover und Osnabrück 1782 (uni-goettingen.de [abgerufen am 10. September 2022]).
- Von den Erbexen und Grundherren in Rücksicht auf das Markenrecht. Osnabrück 1783 (mdz-nbn-resolving.de [abgerufen am 10. September 2022]).
- Beytrag zu einer nötigen Revision von der Lehre von der Gemeinschaft der Güter unter Eheleuten sowohl überhaupt als besonders nach Osnabrück'schem Stadtrechte. Osnabrück 1791 (mdz-nbn-resolving.de [abgerufen am 10. September 2022]).
- Abhandlung von der Lehre von dem Zwangsdienste, den die Kinder einiger Eigenbehöriger ihren Gutsheren leisten müssen. 1800
- Alphabetisches Handbuch der besonderen Rechte und Gewohnheiten des Hochstifts Osnabrück mit Rücksicht auf die benachbarten westfälischen Provinzen. Osnabrück 1800 (uni-halle.de [abgerufen am 10. September 2022]).
- Vorläufige Bemerkungen zu einer künftigen Theorie von dem Anerbrechte bey reihepflichtigen westfälischen Bauerngütern. Osnabrück 1802 (nbn-resolving.org [abgerufen am 10. September 2022]).
- Beitrag zur Lehre von dem Anerbrechte bei Osnabrückischen freien Bauerngütern. 1802
- Beitrag zur Bestimmung der weiblichen Erbfolgeordnung in den Osnabrückischen Lehngütern. 1808
- Niederdeutsch-Westphälisches Wörterbuch. 1824. In zwei Bänden herausgegeben. Band 1: A–M. 1982. ISBN 3-8269-3646-9 und Band 2: N–Z. 1984. ISBN 3-8269-3647-7